# 틴 이전의 성모 교회

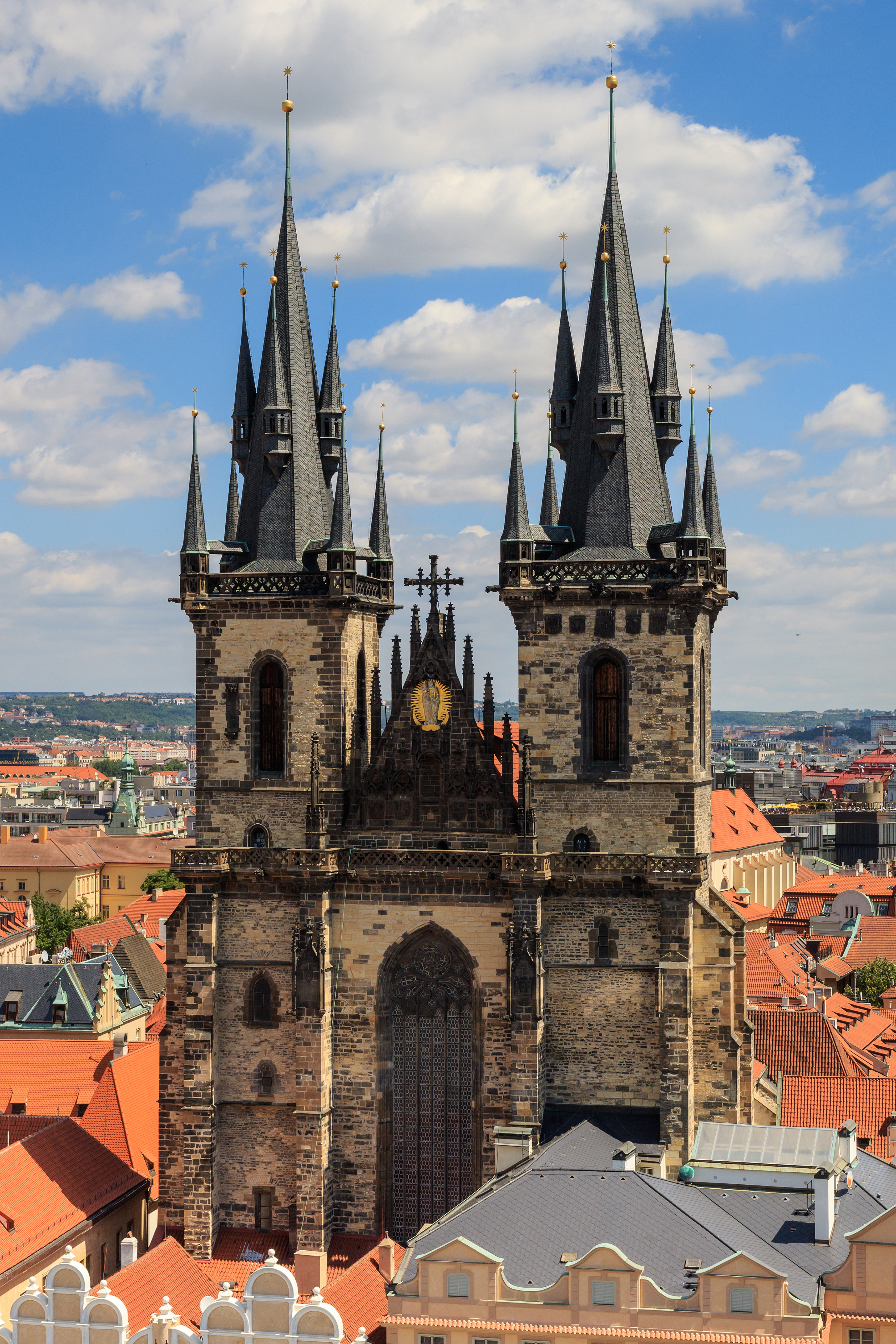
틴 이전의 성모 교회

틴 이전의 성모 교회(체코어: Kostel Panny Marie před Týnem)는 체코 프라하 스타레메스토 (구시가지)에 있는 교회당이다. 14세기부터 이 지역의 주요 성당이었다. 성당의 두 개의 탑은 높이가 80m이고, 각 탑의 첨탑 위에는 4개씩 두 겹으로 8개의 작은 첨탑이 얹혀 있다. 11세기에 구시가 광장 지역에는 인근 틴 안뜰로 오는 외국 상인들을 위해 지어진 로마네스크 양식의 교회가 들어서 있었다. 1256년에 틴 앞에 있는 초기 고딕 양식의 성모 교회로 대체되었다.